# Termitomorpha
Termitomorpha (лат.) — род термитофильных коротконадкрылых жуков из подсемейства Aleocharinae. Южная Америка. 8 видов.

## Описание
Мелкие термитофильные коротконадкрылые жуки (4—5 мм) с раздутым физогастрическим брюшком, напоминающим по форме рабочих термитов. Специализированные облигатные симбионты определённых видов термитов подсемейства Nasutitermitinae.

## Классификация
Известно 8 видов. Род был впервые описан в 1894 году энтомологом Эрихом Васманном (1859—1931) для вида Termitomorpha meinerti Wasmann, 1894 (типовой вид по монотипии).
Род входит в состав подтрибы Termitogastrina из трибы Corotocini.
- Termitomorpha alata Caron & Bortoluzzi, 2018[3]
- Termitomorpha costaricensis (Seevers, 1946) (=Termitosomus costaricensis Seevers, 1946)[6]
- Termitomorpha fissipennis (Casey, 1890) (=Termitogaster fissipennis Casey, 1890, Termitogaster simopelta Mann, 1923)[7]
- Termitomorpha goeldiana Silva & Caron & Carvalho-Filho, 2022[2]
- Termitomorpha hauchii (Seevers, 1946) (=Termitosomus hauchii Seevers, 1946)[6]
- Termitomorpha manni (Seevers, 1946) (=Termitosomus manni Seevers, 1946)[6]
- Termitomorpha meinerti Wasmann, 1894 (=Termitogaster simulans Mann, 1923, Thaxteria insularis Fenyes, 1921)[4]
- Termitomorpha sinuosa Caron, Bortoluzzi & Rosa, 2018[3]